# Niobe (Pacini)
Niobe è un'opera in due atti di Giovanni Pacini, su libretto di Andrea Leone Tottola. La prima rappresentazione ebbe luogo al Teatro S. Carlo il 19 novembre del 1826, in onore dell'onomastico di Maria Isabella di Borbone-Spagna.

## Cast della prima rappresentazione
| Personaggio | Interprete               |
| ----------- | ------------------------ |
| Anfione     | Luigi Lablache           |
| Niobe       | Giuditta Pasta           |
| Learco      | Almerinda Manzocchi      |
| Asteria     | Caroline Unger           |
| Licida      | Giovanni Battista Rubini |
| Arcandro    | Antonio Orlandini        |
| Adrasto     | Gaetano Chizzola         |
| Doride      | Eloisa Manzocchi         |
| Demetrio    | Fortino                  |
| Vulcano     | Michele Benedetti        |

## Trama
L'azione è in Tebe
La trama segue il tradizionale mito legato alla regina di Tebe, Niobe, ed al suo atto di hybris nei confronti di Latona e dei figli Apollo e Diana.

### Atto I
Un gruppo di cortigiani si assiepa nei pressi degli appartamenti del re tebano, Anfione, pregando per la sua salute. Tuttavia, ad un certo punto, si odono dei lamenti: è lo stesso sovrano che sta avendo un terribile incubo. Quando questi si desta e raggiunge i suoi sudditi, narra a questi ciò che ha visto: la sua reggia, i suoi figli, sua moglie Niobe oggetti di vendetta da parte di Latona e dei suoi figli Apollo e Diana. I cortigiani distolgono il re da questi pensieri funesti, annunciandogli che sta giungendo il principe tessalo Licida, promesso sposo della principessa Asteria. Infatti, nel mentre, Niobe e le sue matrone stanno preparando la ragazza per lo sposalizio. La donna osserva con orgoglio la propria figlia, sostenendo di essere migliore della dea Latona. Giungono le cinque sorelle della sposa, pronte ad accompagnarla al tempio, ed anche uno dei fratelli, Learco, giunto con il sommo sacerdote di Latona, Arcandro, che annuncia che il tempio della dea è pronto per accogliere il matrimonio, mettendola anche in guardia però di tenere a freno la sua superbia, senza convincerla. Giunge infine in città Licida, accolto dalla folla festante e da Anfione stesso; raggiunti da Niobe, dai figli e dai cortigiani, si avviano all'interno del tempio, solo per uscirne subito dopo, sbigottiti: infatti, proprio all'inizio della cerimonia, è apparsa Latona stessa, che ha sottratto dal tempio il suo stesso simulacro. A questa scena, Anfione inizia a temere per il suo sogno, mentre Arcandro accusa Niobe di essersi attirata le ire della dea; la donna, tuttavia, si rifiuta di prostrarsi alla stessa, accusandola di gelosia. All'ardire della regina, tutti si disperdono nello sconcerto generale.

### Atto II
I grandi del regno sono sconvolti dal recente avvenimento, e dal comportamento della regina: infatti il capo delle guardie Adrasto li informa che Niobe è irremovibile, mentre Anfione è caduto in un profondo dolore. Lo stesso sovrano dunque interroga Arcandro su come sfuggire all'ira della dea: il sacerdote gli annuncia che mentre Niobe è condannata, lui può ancora sperare di salvarsi con i figli con la preghiera e la devozione. Infatti la donna è ancora ferma nelle sue posizioni, e viene raggiunta da Licida, che la supplica di cambiare consiglio, conducendo con sé anche Learco e gli altri figli, per cercare di convincere la donna. Tuttavia, nonostante sia colta da sentimenti contrastanti, la regina dichiara che non è colpa dichiarare quanto le è dovuto. A tale affermazione tutti inorridiscono. Subito dopo, giunge Asteria, che informa la madre della scelta di Anfione; Niobe, stupita della debolezza del marito, corre nell'antro sotterraneo dove il re si è recato a pregare. Nel frattempo, il re ha sorte svelata di moglie e figli tramite una scena: Diana chiede a Vulcano di procurarle le saette di Giove, da lui stesso fabbricate, per punire non solo Niobe del suo eccesso, ma anche i suoi figli. Appare dunque una lancia, con un messaggio: se il re vuole salva la vita dei suoi figli, deve o convincere entro sera la regina a cambiare idea, o ucciderla lui stesso con l'arma divina. Anfione è sconvolto, e lo diventa ancora di più al giungere della sposa; questa, fieramente, invita il marito a compiere l'ordine della dea, ma l'uomo, al massimo del turbamento, rivolge contro sé stesso l'arma. A tale scena, e all'intervento dei figli, che impediscono al padre di compiere il gesto estremo, Niobe accetta di sottostare alla dea, provocando il giubilo generale. Tale scelta viene presto resa nota ai tebani, che gioiscono della scampata strage. Al tempio di Latona sono tutti immersi nella preghiera, ed esultano al giungere di Niobe, che in onore della divinità ha promesso un simulacro nuovo; tuttavia, la donna ha solo finto di sottostare agli ordini divini. Infatti ella monta sul piedistallo dove si trovava la statua e si dichiara come nuova dea da venerare. A questo punto, l'ira della dea non si può più trattenere: una folta nebbia avvolge il tempio, Niobe ed i suoi figli; al suo dissolversi, Anfione e Licida osservano sgomenti il tempio devastato, Niobe tramutata in statua, e tutti i figli fulminati.

## Struttura musicale
- Sinfonia

### Atto I
- N. 1 - Introduzione e Cavatina di Anfione Tutto è cheto - Fra le notturne tenebre (Coro, Adrasto, Anfione, Demetrio)
- N. 2 - Coro e Duetto fra Niobe ed Asteria Or che ti adorni il crin - Invan tuoi pregi ostenti (Coro, Doride, Niobe, Asteria)
- N. 3 - Coro e Cavatina di Licida A' verdeggianti allori - Il soave, e bel contento (Licida, Anfione, Coro)
- N. 4 - Finale I L'istante avventurato (Licida, Asteria, Niobe, Anfione, Learco, Doride, Adrasto, Demetrio, Coro, Arcandro)

### Atto II
- N. 5 - Introduzione Adrasto / Adrasto! (Coro, Adrasto)
- N. 6 - Duetto fra Licida e Niobe A' prieghi miei deh cedi (Licida, Learco, Coro, Niobe)
- N. 7 - Coro ed Preghiera di Anfione Pace o dea! Da te lo implora - S'è primo tuo vanto (Anfione, Arcandro, Coro)
- N. 8 - Coro I colpi a raddoppio (Coro, Diana, Vulcano, Anfione, Arcandro)
- N. 9 - Sestetto Dimmi, o crudel! tu puoi (Niobe, Anfione, Arcandro, Coro, Licida, Learco, Asteria)
- N. 10 - Coro Non più affanni! Alla procella
- N. 11 - Coro ed Aria di Niobe A Latona, alla diva placata - Tuoni a sinistra il ciel (Niobe, Coro, Anfione, Licida, Asteria, Learco, Doride, Adrasto, Arcandro)
- N. 12 - Finaletto Ah! il Cielo già addensasi (Niobe, Anfione, Licida, Asteria, Learco, Adrasto, Arcandro, Doride, Coro)